# Đài Tiếng nói Việt Nam
Đài Tiếng nói Việt Nam (TNVN), cũng được gọi là VOV (viết tắt từ tên tiếng Anh: Voice of Vietnam, n.đ. 'Tiếng nói Việt Nam'), là đài phát thanh quốc gia trực thuộc Chính phủ Việt Nam, có nhiệm vụ "tuyên truyền đường lối, chính sách của Đảng và pháp luật của Nhà nước, Quốc hội, nhằm góp phần nâng cao dân trí, phục vụ đời sống tinh thần của nhân dân".
Hiện tại, VOV chịu sự quản lý nhà nước của Bộ Thông tin và Truyền thông với ba loại hình truyền thông chính là phát thanh, báo in giấy và báo điện tử trực tuyến.

## Quá trình thành lập

### Bối cảnh lịch sử
Từ cuối năm 1944 đến đầu năm 1945, khi Chiến tranh thế giới thứ hai bước vào giai đoạn kết thúc, phe phát xít bị diệt vong. Mâu thuẫn giữa Nhật và Pháp ở Đông Dương ngày càng căng thẳng, chờ thời cơ bùng nổ. Trong bầu không khí ấy, ở Việt Nam báo chí chưa đủ mạnh để nói rõ cho nhân dân thế giới biết thực trạng ở Việt Nam. Cả Đông Dương lúc đó chỉ có một số hãng Radio tư nhân nhỏ lẻ như Sindex Hải Phòng, Jai den xeniro, Siranoyoru ở Sài Gòn dùng để quảng cáo, thương mại nhưng hoàn toàn chưa có Đài Phát thanh Quốc gia.

Ngày 7 tháng 9 năm 1945, Đài Tiếng nói Việt Nam đã phát đi chương trình đầu tiên đánh dấu sự ra đời của Đài Phát thanh Quốc gia.

Sau khi Cách mạng Tháng Tám thành công, Hồ Chí Minh đã chỉ thị cho Võ Nguyên Giáp – Bộ trưởng Bộ Nội vụ và Trần Huy Liệu – Bộ trưởng Bộ thông tin truyền thông phục vụ cách mạng, đặc biệt gấp rút thành lập một Đài Phát thanh Quốc gia. Ông Xuân Thủy, Ủy viên Ủy ban Cách mạng lâm thời Bắc Bộ được giao nhiệm vụ tổ chức thực hiện.

### Những cột mốc quan trọng
- 11:30 trưa ngày 7 tháng 9 năm 1945: Đài Tiếng nói Việt Nam chính thức ra đời. Nội dung buổi phát thanh đầu tiên bằng tiếng Việt bắt đầu bằng câu: "Đây là Tiếng nói Việt Nam, phát thanh từ Hà Nội, thủ đô nước Việt Nam Dân chủ Cộng hòa" trên nền nhạc bài "Diệt phát xít" của nhạc sĩ Nguyễn Đình Thi.
- 1 tháng 6 năm 1946: Đài Tiếng nói Nam Bộ ra đời.
- 23 tháng 10 năm 1946: Chủ tịch nước Việt Nam Dân chủ Cộng hòa Hồ Chí Minh đã nói chuyện trực tiếp với người dân cả nước về Tạm ước ngày 14 tháng 9 năm 1946 qua làn sóng của Đài Tiếng nói Việt Nam.
- 22 tháng 1 năm 1947: Đài phát thư Chúc Tết của Hồ Chí Minh bằng tiếng Việt và tiếng nước ngoài (có lời dịch).
- Tháng 4 năm 1949: Tổ chức bộ phận biên soạn tin trong nước cho các báo và các đài.
- 20 tháng 10 năm 1954: Đài Tiếng nói Việt Nam đã phát sóng chính thức từ Hà Nội.
- 7 tháng 9 năm 1955: Đài Tiếng nói Việt Nam được tặng thưởng Huân chương kháng chiến hạng Nhất.
- 1960: Thành lập Ban biên tập miền Nam.
- 1962: Chính phủ quyết định chuyển các máy phát sóng phát thanh cho Tổng cục Bưu điện để thống nhất quản lý kỹ thuật vô tuyến viễn thông vào một mối và theo cơ chế hạch toán. Đài Tiếng nói Việt Nam tập trung vào khâu biên tập đến ghi âm và truyền tín hiệu đến đầu đường cáp dẫn đến máy phát. Cũng trong năm này, Đài Tiếng nói Việt Nam được nâng cấp thành một cơ quan trực thuộc Hội đồng chính phủ, tổ chức của Đài Tiếng nói Việt Nam phân thành các ban biên tập tương đương cấp vụ, cục.
- 19 tháng 8 năm 1968: Chương trình phát thanh dành cho cộng đồng Việt kiều được bắt đầu phát sóng vào khoảng 00:00 (Giờ Việt Nam).
- 19 tháng 8 năm 1973: Đài Tiếng nói Việt Nam được tặng thưởng Huân chương kháng chiến hạng nhất. Cục Kỹ thuật phát thanh được tặng Huân chương chiến công hạng Nhất.
- 30 tháng 4 năm 1975: Quân Giải phóng tiếp quản Đài Vô tuyến Sài Gòn và Đài Truyền hình Sài Gòn. Đến buổi trưa, Đài phát tin Chiến dịch Hồ Chí Minh thành công. Chiều cùng ngày, Ban Truyền hình tách ra một bộ phận để tiến hành công việc chuẩn bị cơ sở truyền hình ở Giảng Võ.
- 16 tháng 6 năm 1976: Đài Truyền hình Trung ương chính thức phát sóng hàng ngày. Ban Lãnh đạo đổi tên là Ban Giám đốc. Đài Tiếng nói Việt Nam đổi tên là Đài Phát thanh - Truyền hình.
- 2 tháng 7 năm 1976: Cùng với việc đổi tên nước Việt Nam Dân chủ Cộng hòa thành nước Cộng hòa Xã hội Chủ nghĩa Việt Nam, lời xướng của Đài cũng được đổi thành: "Đây là Tiếng nói Việt Nam, phát thanh từ Hà Nội, thủ đô nước Cộng hoà Xã hội Chủ nghĩa Việt Nam" cho đến nay.
- 7 tháng 9 năm 1977: Chính phủ ban hành Nghị định thành lập Ủy ban Phát thanh và Truyền hình trong đó có Đài Tiếng nói Việt Nam và Đài Truyền hình Việt Nam.
- 1984: Đài Tiếng nói Việt Nam và Đài Truyền hình Việt Nam được tách ra khỏi cơ cấu của Ủy ban Phát thanh và Truyền hình, trực thuộc Ban Bí thư Trung ương Đảng.
- 30 tháng 4 năm 1987: Ủy ban Phát thanh và Truyền hình chính thức giải thể, Đài Tiếng nói Việt Nam cùng với Đài Truyền hình Việt Nam và Thông tấn xã Việt Nam trở thành 3 cơ quan độc lập trực thuộc Chính phủ. Sau đó, Hội đồng Bộ trưởng ban hành Nghị định số 71-HĐBT, quy định chức năng, nhiệm vụ, quyền hạn và tổ chức của Đài Tiếng nói Việt Nam.
- 1990: Phát sóng kênh âm nhạc VOV3 trên tần số 100 MHz, bắt đầu phát song song hai kênh VOV1 và VOV3.
- 1991: Bắt đầu phát sóng kênh VOV2.
- 1995: Chuyển tần số của VOV3 từ 100 MHz sang 102.7 MHz tại Hà Nội.
- 7 tháng 9 năm 1995: Bắt đầu phát sóng kênh VOV5 (FM 91 MHz tại Hà Nội và FM 91 MHz tại TP.HCM) và VOV6.
- 1997: Bắt đầu phát sóng chuẩn FM Stereo trên kênh VOV3.
- 2 tháng 11 năm 1998: Báo "Tiếng nói Việt Nam", tờ báo viết của Đài Tiếng nói Việt Nam ra số đầu tiên.
- 3 tháng 2 năm 1999: Đài Tiếng nói Việt Nam chính thức phát thanh trực tuyến trên mạng Internet.
- 1999–2003: Khai trương các Cơ quan thường trú Đài Tiếng nói Việt Nam tại Thái Lan (1999), Pháp (2000), Nga (2001), Trung Quốc (2001), Ai Cập (2002), Nhật Bản (2003).
- 1 tháng 10 năm 2004: Bắt đầu phát sóng kênh VOV4 phục vụ đồng bào dân tộc thiểu số.
- 20 tháng 9 năm 2006: Phát sóng Xone FM trên VOV3.
- Tháng 8 năm 2008: Kênh VOV6 ngừng phát sóng.
- 7 tháng 9 năm 2008: Hệ Phát thanh có hình (VOV TV) chính thức phát sóng.
- 11:00 ngày 18 tháng 5 năm 2009: Phát sóng thử nghiệm kênh phát thanh VOV Giao thông Hà Nội trên tần số FM 91 MHz. Kênh phát sóng chính thức vào ngày 21 tháng 6 cùng năm và cũng thời điểm này, kênh VOV5 chuyển tần số từ 91 MHz lên 105,5 MHz.
- 15 tháng 12 năm 2009: Kênh VOV Giao thông TP.HCM phát thử nghiệm trên sóng FM tần số 91 MHz. Đến ngày 2 tháng 1 năm 2010, kênh lên sóng chính thức và cũng thời điểm này, kênh VOV5 chuyển tần số từ 91 MHz lên 105,7 MHz.
- 7 giờ ngày 21 tháng 12 năm 2010: VOV3 chính thức lên sóng tần số 102,7 MHz tại TP.HCM
- 24 tháng 5 năm 2012: Hệ Phát thanh có hình (VOV TV) lấy tên gọi mới là Kênh Truyền hình Đài Tiếng nói Việt Nam.
- 2 tháng 6 năm 2015: Chính thức tiếp nhận Đài Truyền hình Kỹ thuật số VTC từ Bộ Thông tin và Truyền thông.
- Tháng 6 năm 2015: Kênh phát thanh FM Cảm xúc lên sóng trên tần số FM 89 MHz.
- 1 tháng 10 năm 2015: Lên sóng thử nghiệm kênh phát thanh tiếng Anh (VOV Tiếng Anh 24/7) trên sóng FM, tần số 104 MHz tại Hà Nội. Kênh phát sóng chính thức từ ngày 6 tháng 11 cùng năm.
- 27 tháng 2 năm 2017: Phát sóng kênh phát thanh chuyên biệt về Sức khỏe - Môi trường - An toàn thực phẩm (VOV FM 89) trên tần số FM 89 MHz, thay thế cho kênh FM Cảm xúc.
- 25 tháng 6 năm 2017: Lên sóng kênh Mekong FM trên tần số 90 MHz.
- 15 tháng 7 năm 2018: Tái phát sóng Xone FM trên kênh VOV FM 89.
- 5 tháng 12 năm 2018: Kênh Truyền hình Đài Tiếng nói Việt Nam được chuyển đổi thành kênh truyền hình chuyên biệt về Văn hóa - Du lịch (VOV Vietnam Journey), đồng thời chịu sự đồng quản lý bởi Bộ Văn hóa, Thể thao và Du lịch.
- 4 tháng 9 năm 2020: Chính thức thay đổi hệ thống nhận diện nhân dịp kỷ niệm 75 năm ngày thành lập Đài Tiếng nói Việt Nam, đồng thời ra mắt trang web vovlive.vn.

## Nhạc hiệu và lời xướng
Đầu các chương trình thời sự và đầu buổi phát sóng mỗi ngày trên các kênh phát thanh của Đài đều có phát một đoạn nhạc không lời gọi là "nhạc hiệu" của Đài cùng một câu giới thiệu tên gọi và vị trí của Đài được gọi là "lời xướng" do các phát thanh viên gồm một nam và một nữ lần lượt đọc. Nhạc hiệu của Đài là bài Diệt phát xít của Nguyễn Đình Thi, được dùng từ khi thành lập Đài cho đến nay.
Lời xướng của Đài dùng từ buổi phát thanh đầu tiên (7 tháng 9 năm 1945) đến ngày 1 tháng 7 năm 1976 (do Nguyễn Văn Nhất và Dương Thị Ngân thể hiện):
| “ | Đây là Tiếng nói Việt Nam, phát thanh từ Hà Nội, thủ đô nước Việt Nam Dân chủ Cộng hòa. | ” |

Lời xướng dùng từ ngày 2 tháng 7 năm 1976 đến nay (do Hà Phương và Hoàng Yến thể hiện):
| “ | Đây là Tiếng nói Việt Nam, phát thanh từ Hà Nội, thủ đô nước Cộng hòa Xã hội chủ nghĩa Việt Nam. | ” |

## Các loại hình truyền thông đa phương tiện

### Phát thanh
- VOV1 (Kênh Thời sự): Phát sóng từ ngày 7 tháng 9 năm 1945. Từ đầu năm 2004, VOV1 phát sóng từ 04h45 đến 24h00 hàng ngày trên sóng ngắn, sóng trung, sóng FM phủ khắp cả nước.
- VOV2 (Kênh Văn hoá - Xã hội): Phát sóng từ ngày 7 tháng 9 năm 1991. Từ ngày 1 tháng 1 năm 2010, VOV2 phát sóng từ 04h45 đến 24h00 hàng ngày trên sóng ngắn, sóng trung và sóng FM phủ khắp cả nước.[12]
- VOV3 (Kênh Âm nhạc): Phát sóng lần đầu tiên vào 07h00 ngày 7 tháng 9 năm 1990 trên tần số FM 100.0 MHz. Năm 1995, VOV3 đổi sang tần số FM 102.7 MHz tại Hà Nội. VOV3 được phủ sóng FM trên toàn quốc với thời lượng 24/24h hằng ngày.[13] Trước đó, kênh còn phát sóng các chương trình của Xone FM vào các khung giờ từ 6h đến 9h, từ 17h đến 23h (từ 2006-2018) và The One Radio vào các khung giờ từ 6h đến 9h, từ 17h đến 21h và từ 22h đến 23h (2018-2023).
- Từ 18h ngày 31/12 đến 1h ngày 1/1, cả 3 kênh VOV1, VOV2, VOV3 nhập sóng để phát chương trình đón năm mới Dương lịch. Từ 4h45 sáng 30 tết (hoặc 29 tết) đến hết mùng 2 Tết, cả 3 kênh VOV1, VOV2, VOV3 nhập sóng để phát chương trình tết Nguyên Đán.
- VOV4 (Kênh phát thanh Dân tộc): Phát sóng từ 1 tháng 10 năm 2004.[14] Hiện nay, VOV4 sản xuất và phát sóng bằng 11 tiếng dân tộc thiểu số tại các khu vực là: tiếng Mông, tiếng Dao, tiếng Thái (trung du và miền núi Bắc Bộ), tiếng Cơ Tu (miền Trung), tiếng Ê Đê, tiếng Gia Rai, tiếng Ba Na, tiếng Xơ Đăng, tiếng K'Ho, tiếng M'Nông (Tây Nguyên), tiếng Chăm (Đông Nam Bộ) và tiếng Khmer (Đồng bằng sông Cửu Long), cùng một số chương trình bằng tiếng phổ thông. Các chương trình của hệ VOV4 được phát trên sóng ngắn, sóng trung và sóng FM.[15]
- VOV5 (Kênh phát thanh Đối ngoại): Phát sóng lần đầu tiên vào ngày 7 tháng 9 năm 1995. Hiện nay, VOV5 sản xuất và phát sóng bằng 13 ngôn ngữ: tiếng Việt (dành cho đồng bào người Việt Nam ở nước ngoài), tiếng Anh, tiếng Pháp, tiếng Nga, tiếng Tây Ban Nha, tiếng Nhật, tiếng Trung, tiếng Đức, tiếng Lào, tiếng Thái Lan, tiếng Khmer (Campuchia), tiếng Indonesia và tiếng Hàn. Các chương trình phát thanh của VOV5 được phát trên sóng ngắn và sóng trung sang châu Âu, Bắc Mỹ, một phần Trung Mỹ, Đông Nam Á, Đông Bắc Á, một phần châu Phi. Tất cả các chương trình phát thanh đối ngoại bằng tiếng nước ngoài của hệ VOV5 cũng được phát ở trong nước trên sóng FM tần số 105,5 MHz tại Hà Nội, sóng FM tần số 105,7 MHz tại Thành phố Hồ Chí Minh và tỉnh Quảng Ninh.[16]
- VOV6 (Kênh Văn học - Nghệ thuật): Phát sóng từ năm 1995 đến 2008. VOV6 là tên gọi ban đầu của Hệ Phát thanh Đối ngoại (hiện nay là Kênh Phát thanh Đối ngoại - VOV5). Từ năm 2018, VOV6 là kênh phát thanh chuyên biệt về văn học, nghệ thuật. Hiện nay kênh VOV6 đang phát chung với kênh VOV2 trên tần số 96,5 MHz.
- Hệ thống kênh VOV Giao thông Quốc gia (VOV GT):[17]
  1. Kênh VOV GT Hà Nội;[18][19]
  2. Kênh VOV GT TP.HCM;[20][21]
  3. Kênh Mekong FM: Phát sóng từ ngày 25 tháng 6 năm 2017 trên sóng FM tần số 90 MHz, phủ sóng các tỉnh miền Tây Nam Bộ với thời lượng phát thanh 19 giờ (5:00–24:00). Kênh cung cấp các thông tin về đời sống của người dân miền Tây sông nước;
  4. Vào dịp Tết Nguyên Đán 2024, từ 30 tết (hoặc 29 tết) đến mùng 5 tết, cả 3 kênh VOV GT Hà Nội, VOV GT TP.HCM và Mekong FM sẽ nhập sóng
- Kênh VOV FM 89 (Sức khoẻ - Môi trường - An toàn thực phẩm): Phát sóng từ ngày 27 tháng 2 năm 2017 trên sóng FM tần số 89 MHz tại Hà Nội, Đà Nẵng,Thành phố Hồ Chí Minh & Cần Thơ; thay thế kênh phát thanh FM Cảm xúc. Thời lượng 17 giờ trong ngày (6:00–23:00). Cung cấp thông tin sức khoẻ, môi trường và vệ sinh an toàn thực phẩm. Từ tháng 4/2023, kênh chính thức ngừng phát sóng. Hiện tại, tần số của kênh VOV FM 89 đang tiếp sóng VOV2 với thời lượng 3 giờ/ngày.

### Truyền hình
Buổi phát sóng truyền hình đầu tiên của Đài Tiếng nói Việt Nam diễn ra vào tối 7 tháng 9 năm 1970. Năm 1971, Đài Tiếng nói Việt Nam thành lập Ban biên tập Vô tuyến truyền hình (tiền thân của Đài Truyền hình Việt Nam). Ngày 19 tháng 5 năm 1980, Ban biên tập Vô tuyến truyền hình tách khỏi Đài Tiếng nói Việt Nam, chuyển thành Đài Truyền hình Trung ương, đến năm 1987 thì đổi tên thành Đài Truyền hình Việt Nam. Ngày 7 tháng 9 hàng năm được chọn là ngày thành lập Đài Truyền hình Việt Nam
Đài Tiếng nói Việt Nam từng có:
- Kênh truyền hình Đài Tiếng nói Việt Nam (VOVTV):[23] Tiền thân là Hệ phát thanh có hình - Đài Tiếng nói Việt Nam, bắt đầu phát sóng thử nghiệm từ chiều 7 tháng 9 năm 2008, phát trên kênh 38 UHF tại Hà Nội.[24][25] Sau khi Bộ Thông tin và Truyền thông cấp phép hoạt động truyền hình cho Đài Tiếng nói Việt Nam bằng quyết định số 871/GP–BTTT ký ngày 23 tháng 5 năm 2012, ngày 24 tháng 5 cùng năm, Hệ phát thanh có hình đổi tên thành Kênh Truyền hình Đài Tiếng nói Việt Nam.[26][27][28] Trong giai đoạn 2018–2020, kênh được chuyển đổi thành kênh truyền hình chuyên biệt về Văn hóa - Du lịch (VOV Vietnam Journey). Đây là kênh truyền hình được hình thành trên cơ sở hợp tác giữa Đài Tiếng nói Việt Nam và Bộ Văn hóa, Thể thao và Du lịch và chịu sự quản lý của hai cơ quan này. Từ 18:00 ngày 5 tháng 11 năm 2020, VOV Vietnam Journey chính thức trở lại tên gọi VOVTV, đồng thời ra mắt bộ nhận diện mới của kênh. Ngày 15 tháng 1 năm 2025, kênh chính thức đóng cửa.[29]
- Đài Truyền hình Kỹ thuật số VTC: Trước đây Đài trực thuộc Bộ Thông tin và Truyền thông Việt Nam. Tháng 1 năm 2015, Thủ tướng Chính phủ Việt Nam Nguyễn Tấn Dũng chấp thuận đề nghị của Đài Tiếng nói Việt Nam cho sáp nhập Đài Truyền hình Kỹ thuật số VTC vào Đài Tiếng nói Việt Nam.[30] Ngày 2 tháng 6 năm 2015, Thủ tướng Nguyễn Tấn Dũng ký quyết định chuyển Đài Truyền hình Kỹ thuật số VTC từ Bộ Thông tin và Truyền thông sang trực thuộc Đài Tiếng nói Việt Nam.[31] Sáng 27 tháng 6 năm 2015, trong lễ bàn giao Đài Truyền hình Kỹ thuật số VTC từ Bộ Thông tin và Truyền thông sang trực thuộc Đài Tiếng nói Việt Nam tổ chức tại trụ sở Bộ Thông tin và Truyền thông, Thứ trưởng Bộ Thông tin và Truyền thông Trương Minh Tuấn và Tổng Giám đốc Đài Tiếng nói Việt Nam Nguyễn Đăng Tiến đã ký kết biên bản bàn giao nguyên trạng Đài Truyền hình Kỹ thuật số VTC cho Đài Tiếng nói Việt Nam.[32][33] Ngày 15 tháng 1 năm 2025, kênh chính thức đóng cửa sau hơn 20 năm phát sóng.[29]

Với việc cả kênh truyền hình VOV và Đài Truyền hình Kỹ thuật số VTC dừng hoạt động sau ngày 15 tháng 1 năm 2025, VOV chính thức rút khỏi và không còn hoạt động quản lý và phát sóng truyền hình nào sau gần 13 năm.

### Báo chí
Từ ngày 2 tháng 11 năm 1998 (thời điểm báo Tiếng nói Việt Nam phát số in đầu tiên) cho đến nay, có hai loại báo chí chính thức là báo điện tử trực tuyến và báo in giấy:
- Báo điện tử VOV: Một trong những cơ quan nhà đài trực tuyến của VOV hoạt động từ ngày 3 tháng 9 năm 1999.
- Báo điện tử VTC, hay còn gọi là VTC News, hoạt động từ ngày 7 tháng 7 năm 2008. Kể từ khi VTC sáp nhập vào VOV năm 2015, báo điện tử này cũng như cả hệ thống cơ quan của VTC trở thành một bộ phận của VOV.
- Báo Tiếng nói Việt Nam (báo viết): một trong những báo in của VOV, ra số đầu tiên vào ngày 2 tháng 11 năm 1998.

## Cơ cấu tổ chức[34]

### Ban lãnh đạo

#### Ban lãnh đạo hiện tại
- Tổng Giám đốc: Đỗ Tiến Sỹ[35]
- Phó Tổng Giám đốc:

1. Trần Minh Hùng;
2. Ngô Minh Hiển;
3. Phạm Mạnh Hùng;
4. Vũ Hải Quang.

#### Tổng Giám đốc qua các thời kỳ
1. Trần Lâm – Tổng Giám đốc Đài Tiếng nói Việt Nam (1945–1988), Chủ nhiệm Ủy ban Phát thanh – Truyền hình (1977–1987);
2. Phan Quang – Tổng Giám đốc Đài Tiếng nói Việt Nam (1988–1996);
3. Trần Mai Hạnh – Ủy viên Trung ương Đảng, Tổng Giám đốc Đài Tiếng nói Việt Nam (1996–2002);
4. Vũ Văn Hiền – Ủy viên Trung ương Đảng, Tổng Giám đốc Đài Tiếng nói Việt Nam (2002–2011);
5. Nguyễn Đăng Tiến – Tổng Giám đốc Đài Tiếng nói Việt Nam (2011–2016);
6. Nguyễn Thế Kỷ – Ủy viên Trung ương Đảng, Tổng Giám đốc Đài Tiếng nói Việt Nam (2016–2021).
7. Đỗ Tiến Sỹ – Ủy viên Trung ương Đảng, Tổng Giám đốc Đài Tiếng nói Việt Nam (2021–nay).

### Các phòng, ban trực thuộc[36]

#### Khối Biên tập
- Ban Thời sự (VOV1) - Trưởng ban: Nguyễn Vũ Duy
- Ban Văn hóa - Xã hội và Dân tộc (VOV2) - Trưởng ban: Vũ Thị Tuyết Mai
- Ban Văn hóa - Nghệ thuật và Âm nhạc (VOV3) - Trưởng ban: Nguyễn Văn Chương
- Ban Đối ngoại (VOV5) - Trưởng ban: Phó Cẩm Hoa
- Ban VOV Giao thông (VOV Giao thông) - Giám đốc: Trang Công Tiến
- Báo Tiếng nói Việt Nam - Tổng Biên tập: Đặng Quang Thương
- Báo điện tử VOV - Tổng Biên tập: Ngô Thiệu Phong
- Báo điện tử VTC News
- Nhà hát Đài Tiếng nói Việt Nam (trước kia là Đoàn ca nhạc Đài Tiếng nói Việt Nam) - Giám đốc: Hoàng Ngọc Sơn

#### Khối Kỹ thuật
- Trung tâm Kỹ thuật - Giám đốc: Lê Đình Lam
- Trung tâm Sản xuất và Lưu trữ chương trình - Giám đốc: Dương Thị Minh Hằng
- Trung tâm Nghiên cứu & Ứng dụng công nghệ truyền thông (R&D) - Giám đốc: Dương Hồng Hải

#### Khối Quản lý
- Văn phòng - Chánh Văn phòng: Nguyễn Văn Chí
- Ban Tổ chức Cán bộ và Hợp tác Quốc tế - Trưởng ban: Lê Văn Phúc
- Ban Thư ký Biên tập - Trưởng ban: Đồng Mạnh Hùng
- Ban Kế hoạch - Tài chính - Trưởng ban: Nguyễn Hoàng Giang

#### Khối Doanh nghiệp
- Tổng Công ty Phát triển Phát thanh Truyền hình Thông tin EMICO - Chủ tịch HĐQT: Ngô Xuân Thi
- Trung tâm Quảng cáo và Dịch vụ Truyền thông (VOVAMS) - Giám đốc: Nguyễn Kha Thoa

#### Khối Đào tạo
- Trường cao đẳng phát thanh truyền hình 1 (tại Phủ Lý, Hà Nam) - Phó Hiệu trưởng phụ trách: Nguyễn Văn Sơn
- Trường cao đẳng phát thanh truyền hình 2 (tại Thành phố Hồ Chí Minh) - Hiệu trưởng: Nguyễn Hồng Hải
- Trung tâm Đào tạo, bồi dưỡng nghiệp vụ Truyền thông (VOV/VTC) (tại Hà Nội)

#### Khối Cơ quan thường trú
Cơ quan thường trú trong nước:
- Cơ quan thường trú khu vực Tây Bắc (tại thành phố Sơn La, tỉnh Sơn La) - Giám đốc: Nguyễn Mạnh Thắng
- Cơ quan thường trú khu vực Đông Bắc (tại thành phố Hạ Long, tỉnh Quảng Ninh) - Giám đốc: Nguyễn Thành Chung
- Cơ quan thường trú khu vực Miền Trung (tại thành phố Đà Nẵng) - Giám đốc: Phạm Tấn Tư
- Cơ quan thường trú khu vực Tây Nguyên (tại thành phố Buôn Ma Thuột, tỉnh Đắk Lắk) - Giám đốc: Vũ Hải Định
- Cơ quan thường trú tại Thành phố Hồ Chí Minh - Giám đốc: Nguyễn Ngọc Năm
- Cơ quan thường trú khu vực Đồng bằng sông Cửu Long (tại thành phố Cần Thơ) - Giám đốc: Đỗ Thái Hùng

Cơ quan thường trú nước ngoài:
- Cơ quan thường trú tại Bangkok, Thái Lan - Trưởng đại diện: Lê Quang Trung
- Cơ quan thường trú tại Paris, Pháp - Trưởng đại diện: Bùi Nguyễn Quang Dũng
- Cơ quan thường trú tại Moscow, Nga - Trưởng đại diện: Nhữ Anh Tú
- Cơ quan thường trú tại Bắc Kinh, Trung Quốc - Trưởng đại diện: Ngô Thị Bích Thuận
- Cơ quan thường trú tại Cairo, Ai Cập - Trưởng đại diện: Phan Ngọc Thạch
- Cơ quan thường trú tại Tokyo, Nhật Bản - Trưởng đại diện: Bùi Mạnh Hùng
- Cơ quan thường trú tại Washington D.C, Mỹ - Trưởng đại diện: Nguyễn Phạm Huân
- Cơ quan thường trú tại Campuchia - Trưởng đại diện: Nguyễn Văn Đỗ
- Cơ quan thường trú tại Lào - Trưởng đại diện: Trần Minh Tuấn
- Cơ quan thường trú tại Cộng hòa Séc - Trưởng đại diện: Vũ Hải Đăng
- Cơ quan thường trú tại Australia - Trưởng đại diện: Đỗ Việt Nga
- Cơ quan thường trú tại Jakarta, Indonesia - Trưởng đại diện: Trần Hương Trà
- Cơ quan thường trú tại Ấn Độ - Trưởng đại diện: Phan Thanh Tùng

## Tranh cãi

### Đưa tin sai
Sáng 19 tháng 1 năm 2021, trên fanpage truyền hình VOV đã đăng thông tin nhạc sĩ Trần Tiến qua đời sau thời gian dài chiến đấu với bệnh ung thư vòm họng. Thông tin này khiến gia đình ông, kể cả bản thân Trần Tiến ngỡ ngàng và bức xúc trước thông tin thất thiệt được lan truyền: "Từ sáng giờ tôi nhận được rất nhiều cuộc điện thoại từ mọi người. Tôi cũng bất ngờ, tôi chưa chết mà sao lại rủa cho tôi chết? Sau khi sự việc xảy ra, trang Fanpage chính thức của đài đã gửi lời xin lỗi chính thức tới nhạc sĩ.

### Báo điện tử Đài Tiếng nói Việt Nam bị tấn công mạng
Sáng ngày 12 tháng 6 năm 2021, khi Báo Điện tử VOV đã công khai đăng hai bài báo với tựa đề "Không thể cho mình quyền xúc phạm bất kỳ ai trên mạng" và "Bà Phương Hằng với các livestream lệch chuẩn: Đã đến lúc cần xử lý nghiêm", nhiều người đã phản ứng dữ dội với lý do "thông tin trong bài phiến diện một chiều, không đứng ra tấn công các nghệ sĩ sai phạm, lừa đảo người dân mà đứng ra công kích người vạch trần những hành vi sai phạm như vậy". Nghi ngờ có tính chất lợi ích nhóm ở đây, đến trưa cùng ngày, toàn bộ các nền tảng xã hội của báo trên Google, Facebook bị "khủng bố" bằng các bình luận đe dọa, công kích, kêu gọi tẩy chay... Sau đó, các fanpage khác của VOV1, VOV2, Kênh truyền hình VOV... cũng liên tiếp nhận hàng trăm bình luận tương tự. Các phóng viên thực hiện loạt bài này cũng bị hàng loạt tài khoản nặc danh gửi tin nhắn công kích, đe dọa. Không dừng lại ở đó, một số người còn dò tìm số điện thoại, mạng xã hội của vợ hoặc chồng phóng viên VOV để công kích dưới dạng tin nhắn.
Đến sáng 13 tháng 6, báo điện tử VOV bị tấn công mạng khiến cho việc truy cập vào địa chỉ vov.vn rất khó khăn, chập chờn. Đến 13 giờ cùng ngày, Báo Điện tử VOV đã bị tấn công mạng khiến bạn đọc không thể truy cập trong nhiều giờ sau đó.
Ngay sau đó, VOV đã khẩn cấp liên hệ với các đơn vị chức năng của Bộ Công an, Bộ Thông tin và Truyền thông để phối hợp giải quyết, xử lý những sai phạm của các đối tượng quá khích khi cố tình tấn công các nền tảng kỹ thuật của một cơ quan truyền thông quốc gia. Cơ quan chức năng đã xử phạt vi phạm hành chính 1 thiếu niên và xử lý hình sự hơn 20 đối tượng.

## Vinh danh
Trải qua hơn 70 năm kể từ lúc hình thành, Đài Tiếng nói Việt Nam đã được Nhà nước Việt Nam tặng thưởng những huân chương và danh hiệu cao quý:
- Huân chương Kháng chiến chống Pháp hạng nhất (1958)
- Huân chương Lao động hạng nhất (1960)
- Huân chương Kháng chiến hạng nhất (1973)
- Huân chương Kháng chiến chống Mỹ hạng nhất (1973)
- Huân chương Lao động hạng Nhất (1980)
- Huân chương Hồ Chí Minh (1990)
- Huân chương Sao vàng (1995)
- Danh hiệu Anh hùng Lao động thời kỳ đổi mới (2001)
- Danh hiệu Anh hùng Lực lượng vũ trang nhân dân (2009)
- Huân chương Hồ Chí Minh (2010)

## Logo

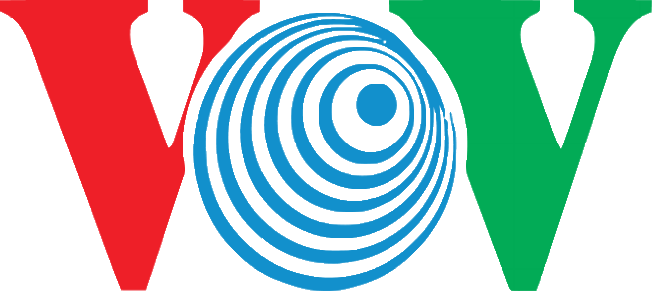
Sử dụng từ 7 tháng 9 năm 2009 đến 3 tháng 9 năm 2020
Sử dụng từ 4 tháng 9 năm 2020